# Ковальчук, Владимир Александрович (художник)

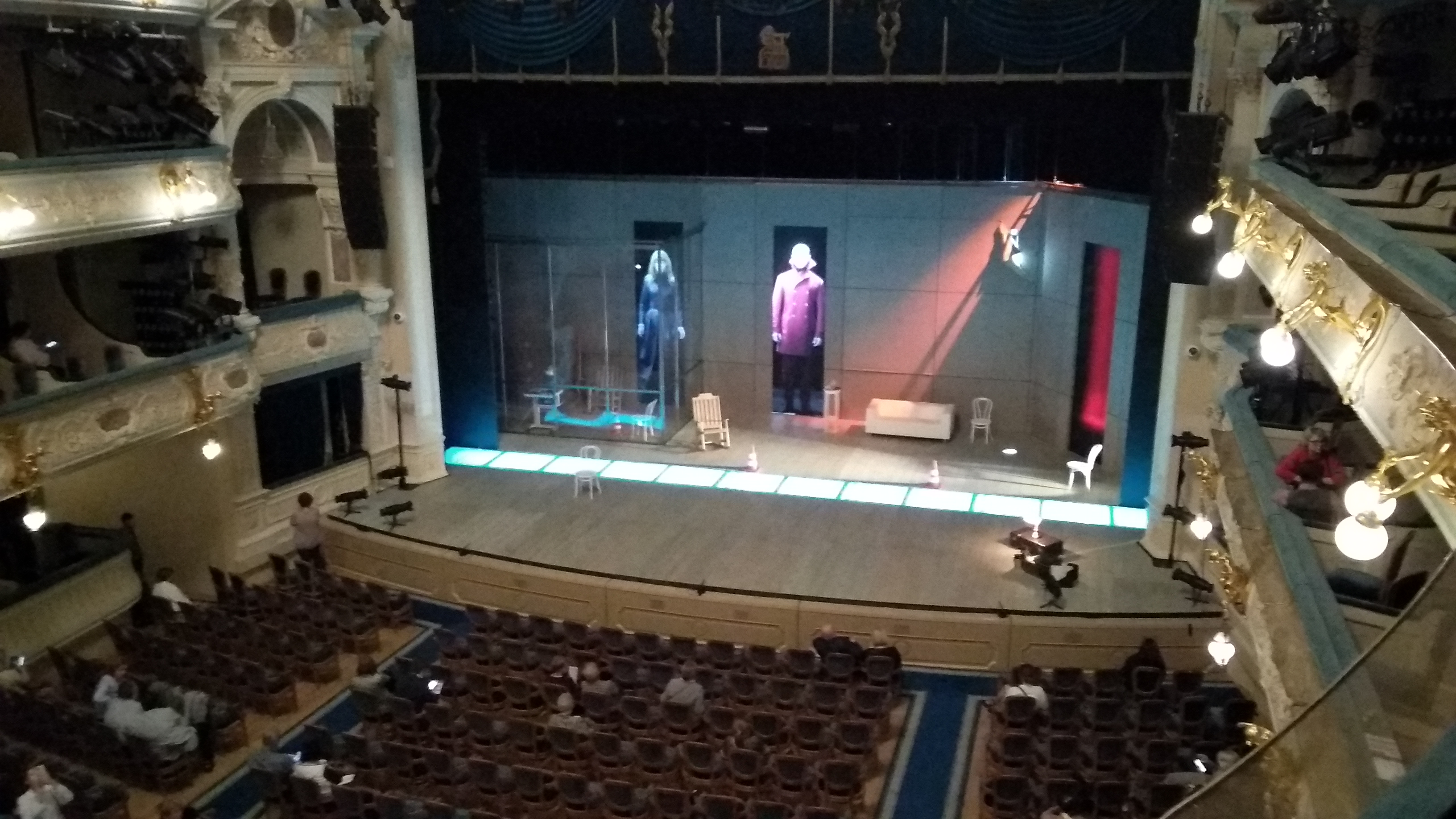
Декорации В. Ковальчука в БДТ им. Товстоногова, спектакль Г. Ибсена «Привидения», режиссёр Р. Мархолиа

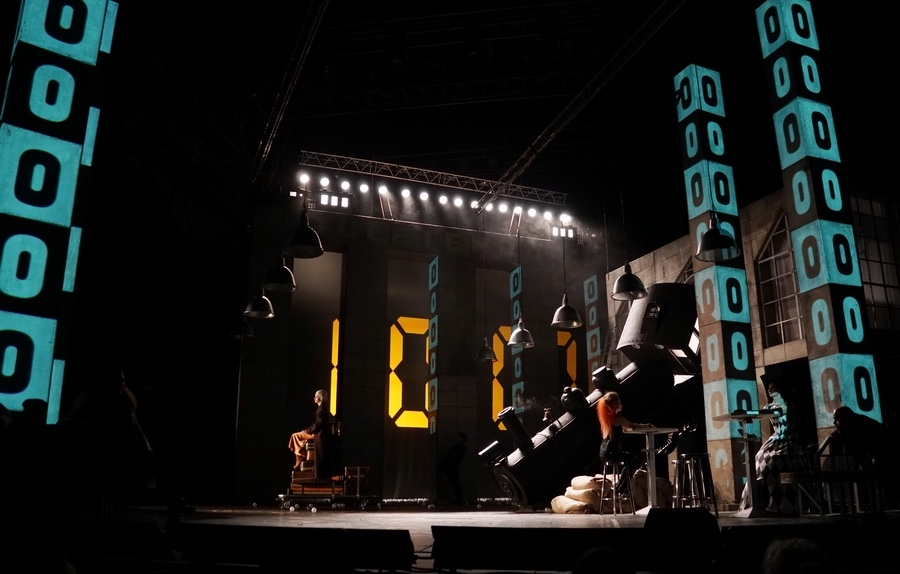
Декорации В. Ковальчука в БДТ, спектакль «Игрок» по Достоевскому, режиссёр Р. Мархолиа

Владимир Александрович Ковальчук (род. 22 марта 1951, Владимир-Волынский, Волынская область) — советский, канадский, украинский и российский художник, сценограф, живописец и педагог.

## Биография
Родился в семье ветерана Великой Отечественной войны, отставного офицера Александра Ковальчука (1920—2005). Через 8 лет после рождения сына семья переселилась в Луцк. Здесь проучился 5 лет в художественной школе, а в 15 лет поступил в Днепропетровское художественное училище. Закончил его по классу живописи в 1970 году. В 1974-м поступил в Латвийскую Академию художеств, где получил звание магистра по классу живописи и сценографии.
После завершения академии начал карьеру художника и сценографа. С 1981 по 1988 годы — художник-постановщик рижского ТЮЗа. За эти годы работы создал сценографии к спектаклям «Маугли» Редьярда Киплинга, «Сотворившая чудо» Уильяма Гибсона, «Изобретение вальса» Владимира Набокова, «Демократия» Иосифа Бродского и др.
С 1986 года начал творческий союз с режиссёром Анатолием Васильевым: «Вариации феи Драже» Андрея Кутерницкого (1987, Рига, ТЮЗ). 1988—1990 годы работал в театре «Школа драматического искусства» («Фьоренца» Томаса Манна, 1990, реж. А.Васильев).
В 1990 году иммигрировал в Канаду, где прожил и проработал 10 лет. За время проживания в Канаде оформил около 20 спектаклей, в основном в сотрудничестве с режиссёром Григорием Гладием. По приглашению Анатолия Васильева вернулся в Россию и проработал до 2004 года в театре «Школа драматического искусства». В сотрудничестве с Васильевым создал несколько проектов, среди них: «Амфитрион» (Комеди Франсез, Париж, 2002), «МедеяМатериал» (Школа драматического искусства, Москва, 2001) и др.
2004—2006 годы работал главным художником театра на Таганке, где совместно с Юрием Любимовым выпустил два спектакля «Суфле» и «Антигона». Параллельно активно участвовал в выставках сценографии и живописи.
Выпустил около 200 спектаклей в различных театрах Канады, США, Италии, Франции, Бельгии, Японии, России. Коллекции художника хранятся во многих музеях и галереях мира, в частности в Театральном музее им. А. А. Бахрушина, художественном музее Западной Украины (Луцк), в рижском художественном музее, а также присутствуют в частных коллекциях в Канаде, США, Германии, Франции, России, Латвии, Украине и других странах.

## Награды и премии
- 2015 — Лауреат премии «Киевская пектораль» в категории «Лучшая сценография» («Живой труп», реж. Роман Мархолиа, Национальный академический драматический театр имени Ивана Франко)